# 東港共和堂
東港共和堂，是位於屏東縣東港鎮主祀邢府千歲的廟宇，分靈自臺南市石精臼開基共善堂，早年該廟鸞生皆為東港共善堂成員，1931年（昭和6年）因理念不同而分堂奉祀，草創之初見共善堂已有組織神將團，亦經鸞友合議組成陣頭，時正值五毒大神至共和堂作客，邢府三千歲因而聘請五毒大神於祭典時降駕參與遶境，1934年（昭和9年）成立「欽點五毒大神」陣頭，參與當年度的甲戌正科東港迎王平安祭典。

## 概要

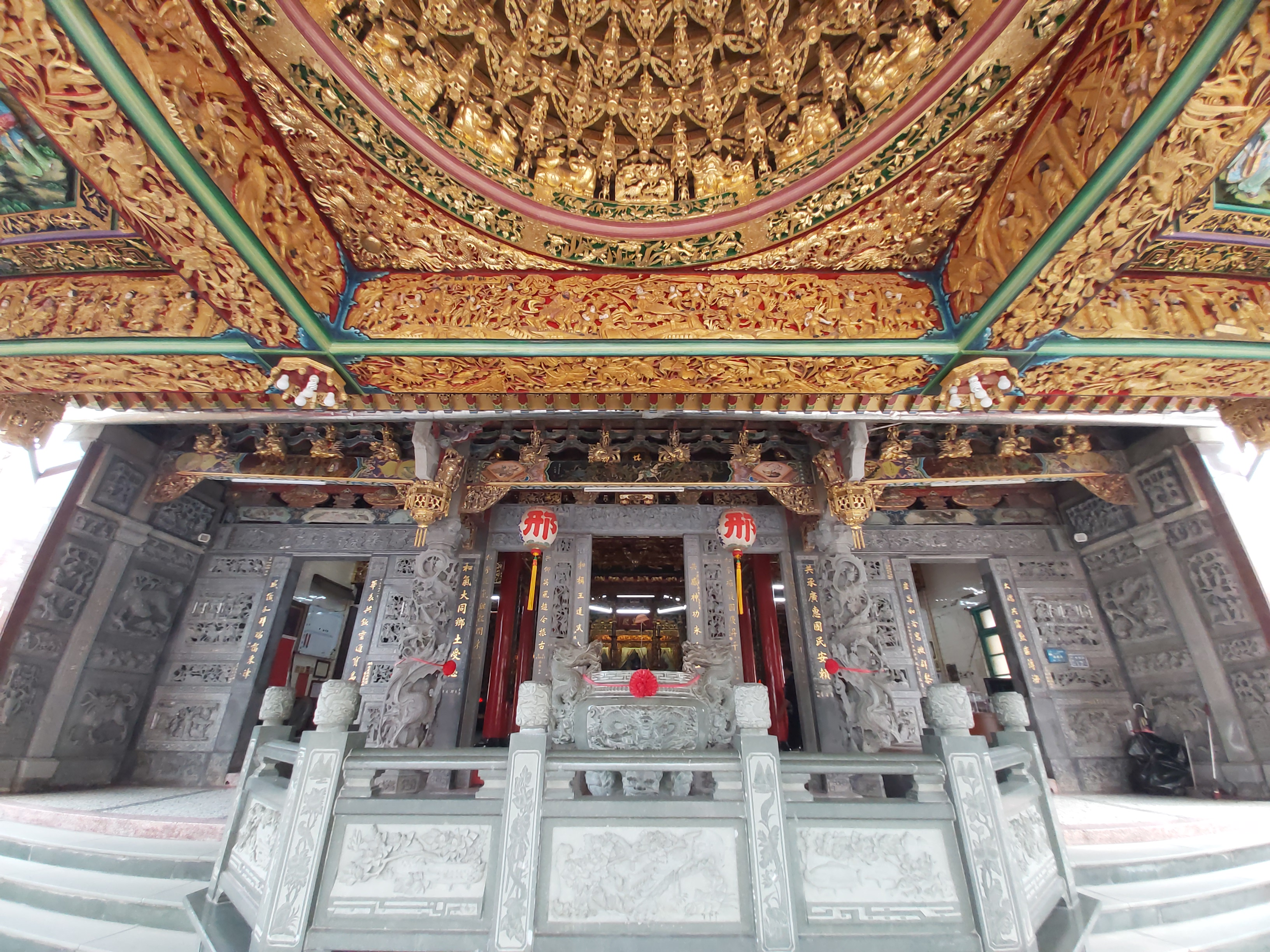
三川門

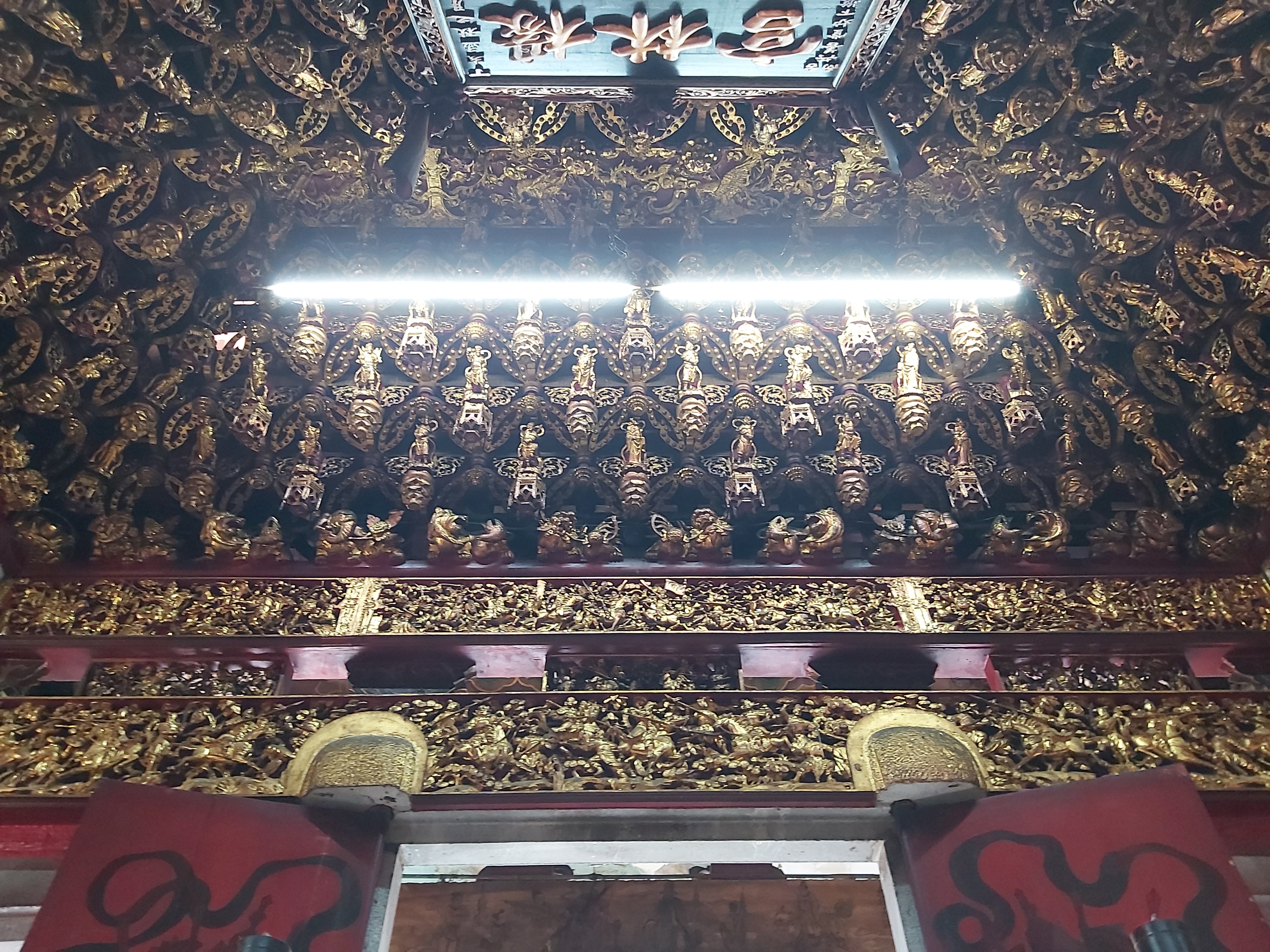
三川殿雕刻

邢府千歲自臺南分靈後，初由東港共善堂開基先賢高獻圖向東隆里人林水池的父親租屋奉於宅中，其後陸續有信徒加入鸞生行列，遷址至新街灰窯。1931年始因意見相左而另組鸞堂，時借林水池宅廳堂奉祀，定堂號為「共和堂」。1945年臺灣光復，隔年經由眾議決定借用當時的日軍軍官宿舍廢墟首次建廟，即為現今廟址。1956年，共和堂一共有300餘名鸞生，堪稱東港一時之最。1961年重新改建廟貌並舉行落成安座大典，該廟坐東朝西，為南方重簷歇山式、三門雙殿格局之建築，早年廟埕因潮水關係而時有水患故而撐高廟體，原先廟埕搭建有鐵皮遮雨棚，後改為水泥結構佐以木雕裝飾，左側立有一攅尖頂式金亭。

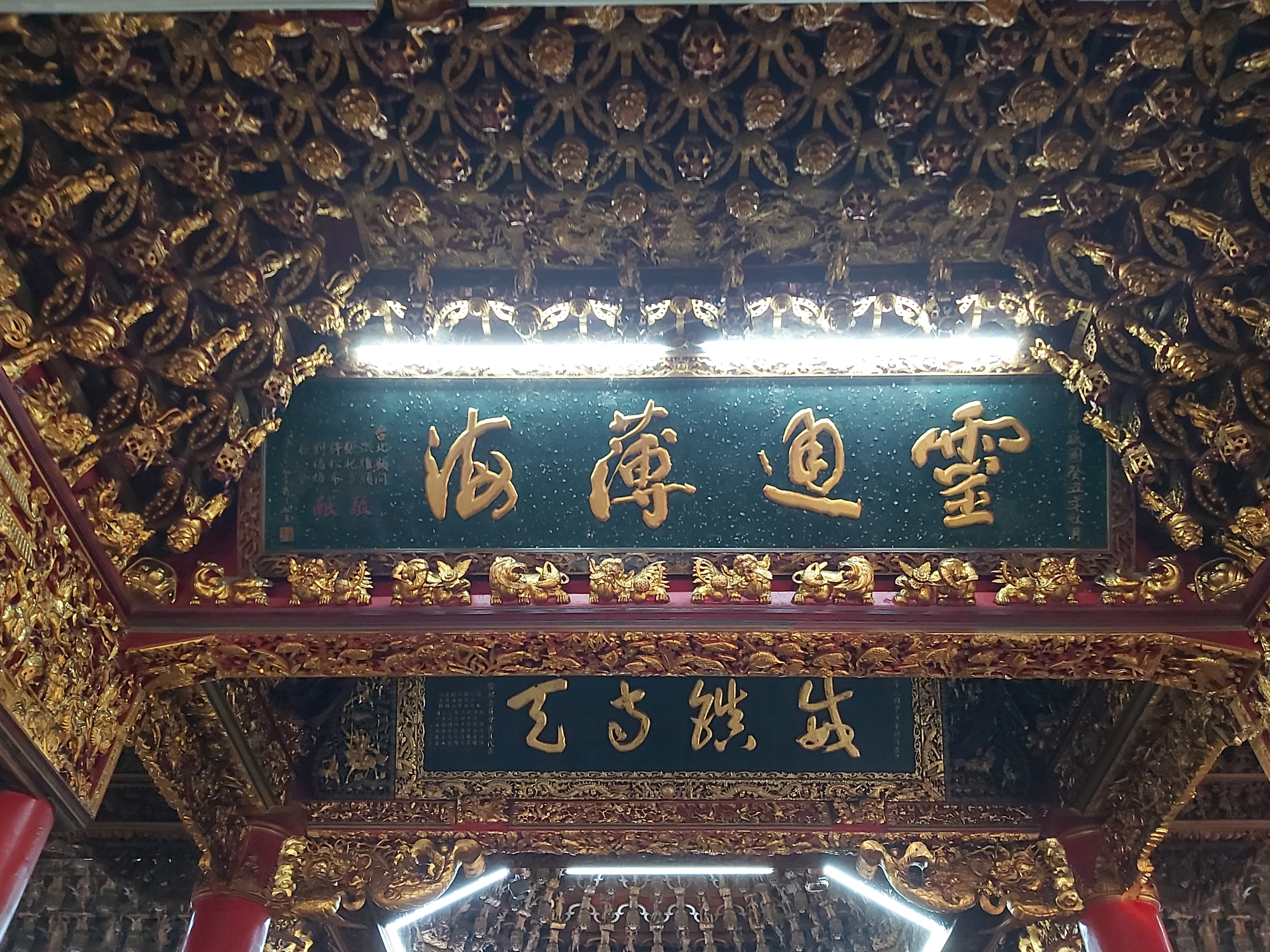
題匾
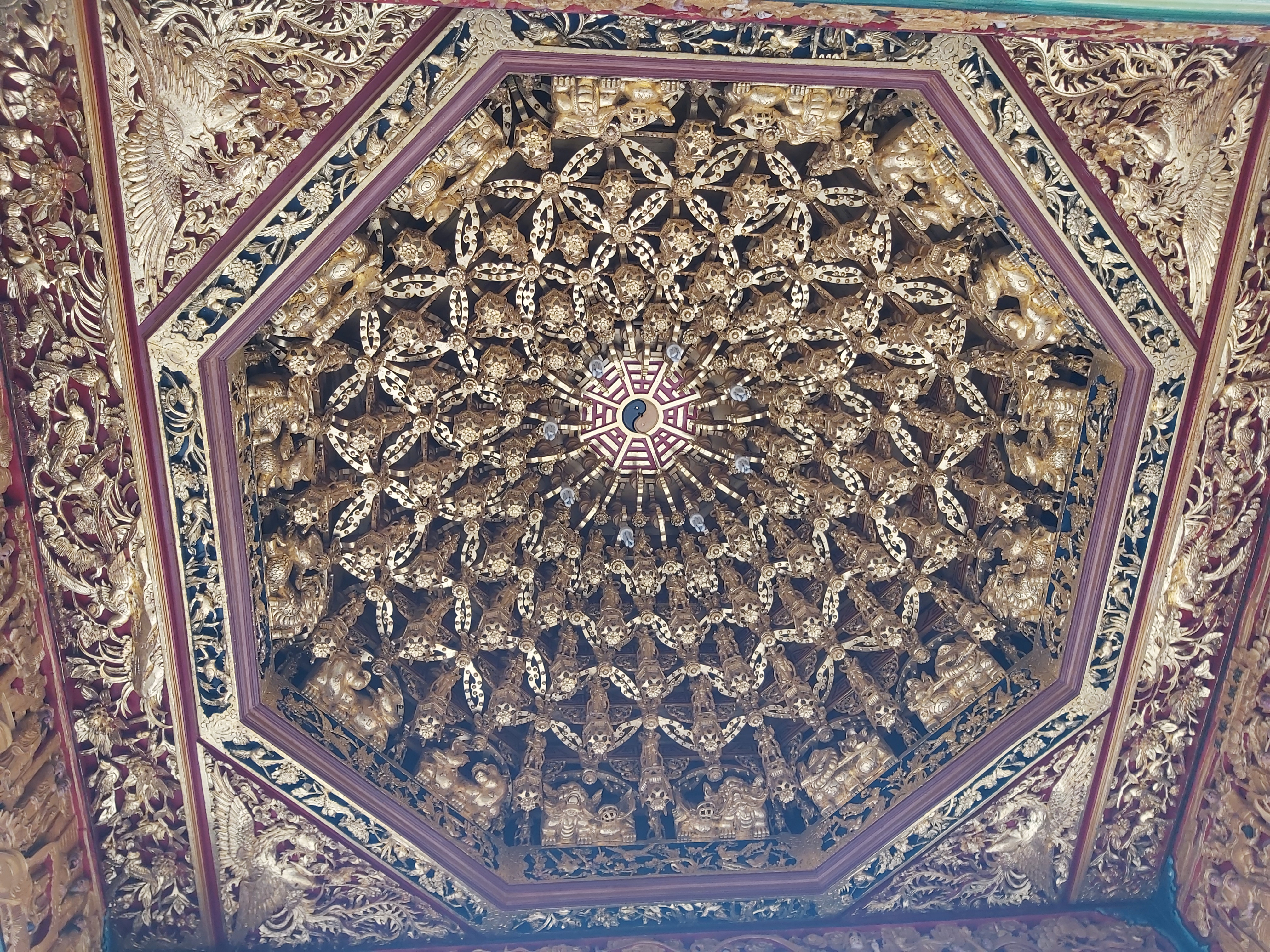
藻井
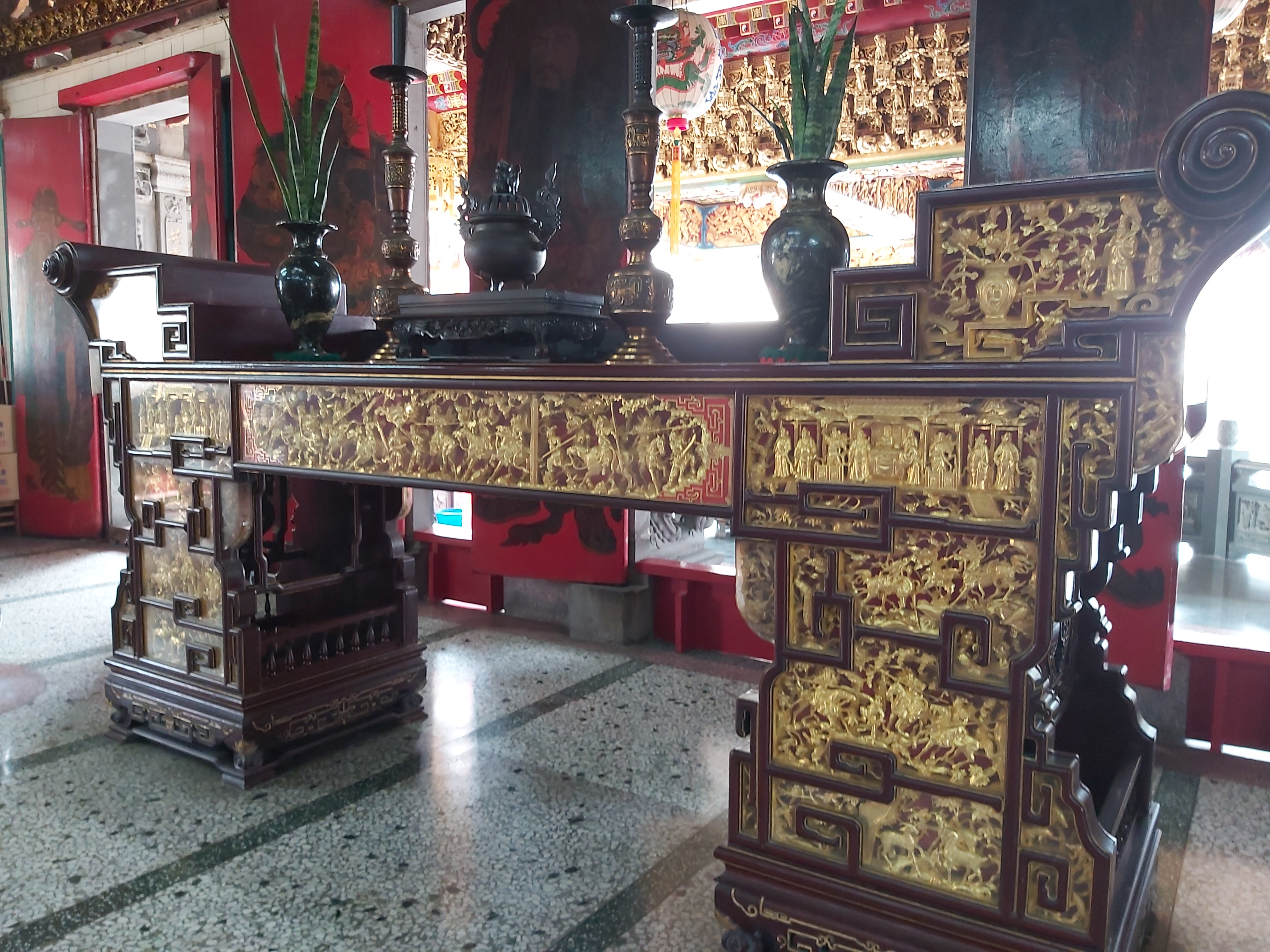
供桌

## 祀神
正龕主祀邢府三千歲、劉府千歲、池府千歲，配祀邢府大千歲、二千歲、四千歲、五千歲、六千歲、七千歲、紀大帝、朱府千歲、蘇代巡、黃代巡、顏代巡、鐵代巡、范代巡、黑旗將軍、白劍將軍、謝范將軍，左側奉祀林將軍、五營兵馬，右側奉祀福德正神與共和堂已故先賢、鸞生。

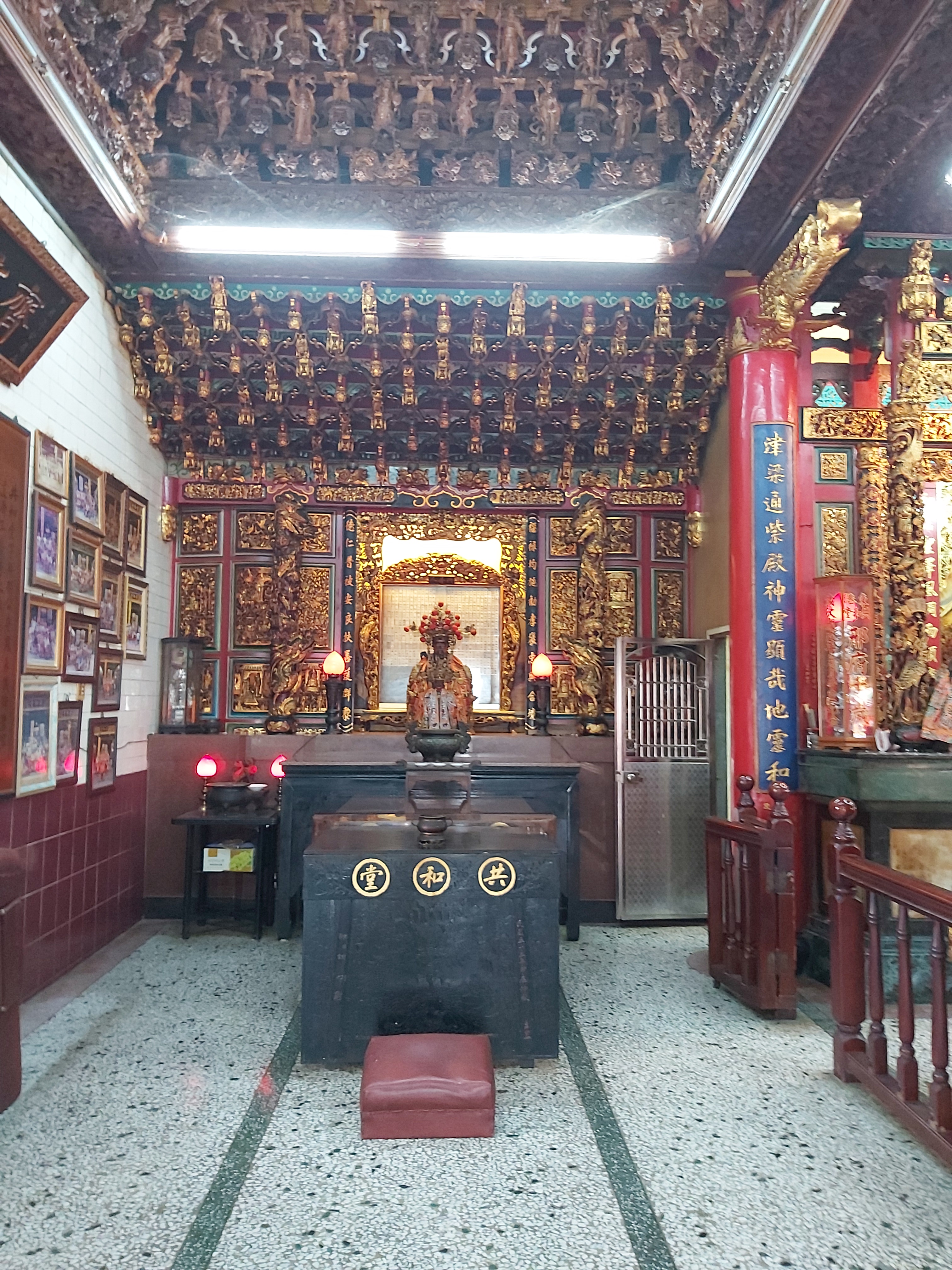
右龕
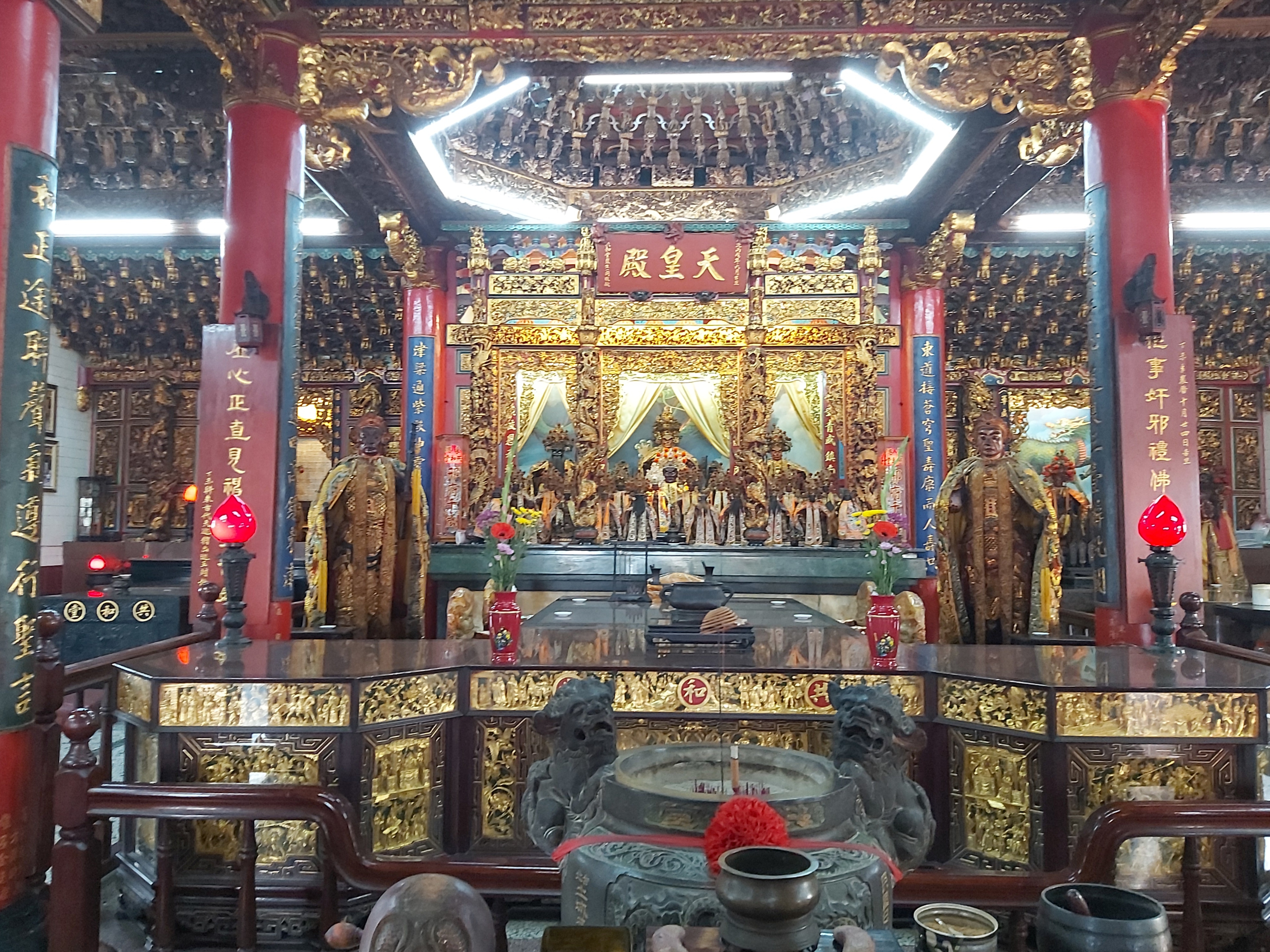
正龕
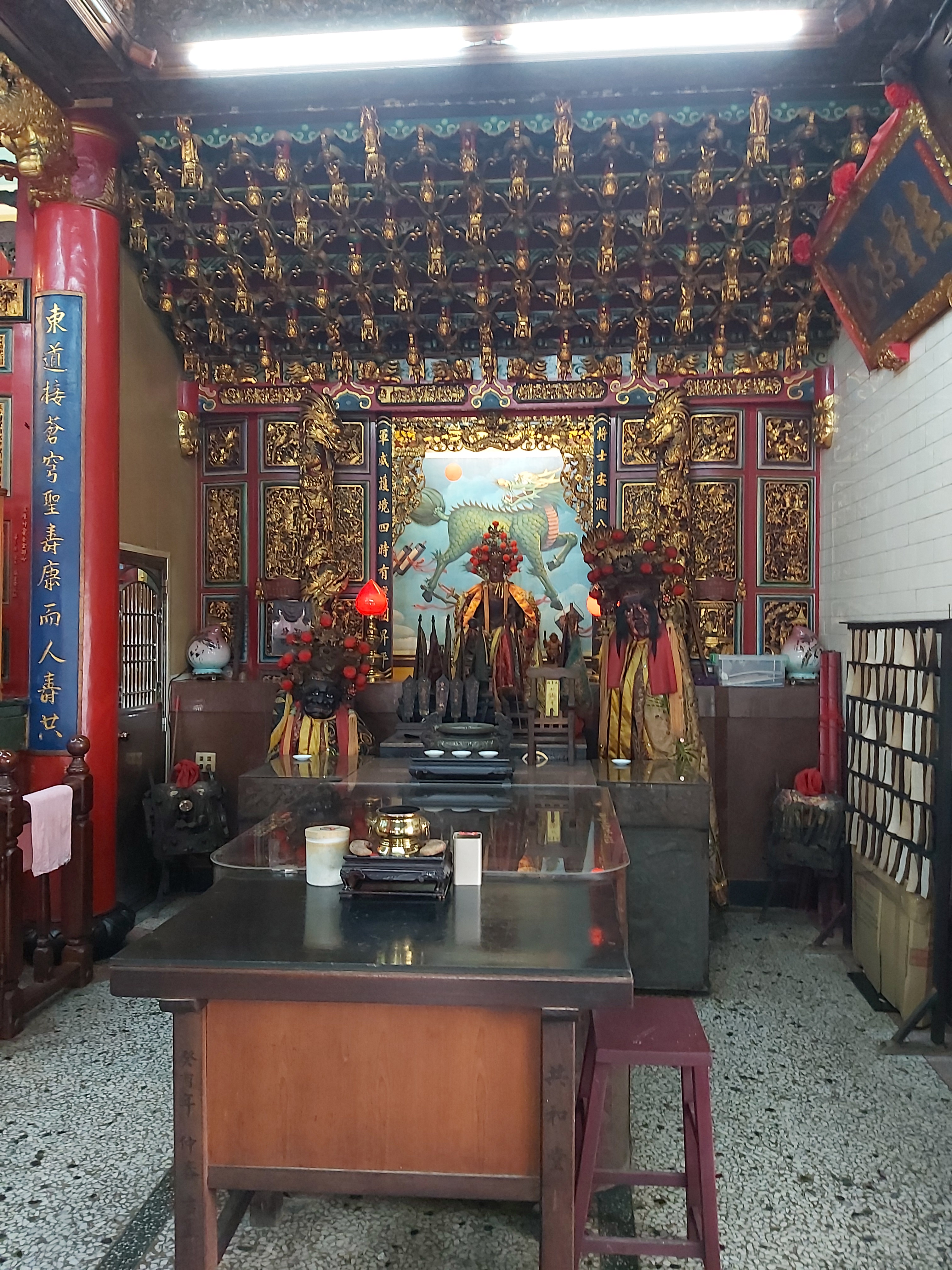
左龕

## 特色

### 欽點五毒大神
五毒大神的傳說有一說為得道升天的五福大帝各留一魂魄於井內，玉皇上帝深怕留於井內的魂魄擾亂民間，請道法學成的劉部宣靈公下凡，將遺留井內的魂魄收歸於天庭後，玉帝將其魂魄冊封為「欽點」五毒大神，職責為收除瘟疫。故五毒大神並無金身，也不屬於任何神明之駕前部將，只有地方平安祭典遶境時，懇請劉部宣靈公向玉皇上帝請旨，並安五毒大神之座位，再由劉部宣靈公帶領下凡，為地方驅除瘟疫。另一說為五名孩童發現蟾蜍、蜈蚣、壁虎、毒蛇及蜘蛛等五種妖怪於水井下毒，擔心大人不信此事便自投水井示警，中毒後遺體分別呈赤、青、黃、黑、白五色，死後受玉帝憐憫，特封賜為五毒大神，由於五毒大神生前為村童，所以裝扮成員亦由6至11歲兒童擔任。據共和堂資深鸞生口述，五毒大神與天皇都劉府千歲感情甚好，因此劉府千歲每到東港東南宮都會起乩。每科年祭典前三日共和堂皆設五毒大神座位，亦因雲霄寺紀大帝為五毒大神的上司，故必須先呼請紀大帝再請五毒大神駕臨。「東港共和堂欽點五毒大神」由5名主神、2名武差及1名文差共8人組成，打臉後武差手握刑具、文差手持令旗，主神則是握著寶珠與葫蘆，為地方驅逐瘟疫與邪穢，成員約為7至13歲幼童，附屬於共和堂，主要配合三年一科的東港迎王平安祭典，通常於祭典前兩到三個月開始集訓，每次團練或是出陣時，過去曾參與五毒大神陣的人員，都會回來協助指導，共同訓練五毒大神陣頭的新成員，延續文化傳承。2022年7月19日，通過申請認定為無形文化資產。

## 外部連結
- 東港共和堂~~欽點五毒大神的Facebook專頁
- 東津共和堂（邢）～欽點五毒天巡的Facebook專頁